# نامتعادل (فیلم)
نامتعادل (انگلیسی: Unhinged) یک فیلم سینمایی در ژانر درام و مهیج به کارگردانی دریک بورت و نویسندگی کارل الزورث و محصول سال ۲۰۲۰ ایالات متحده است.

## بازیگران
- راسل کرو در نقش تام کوپر، غریبه‌ای که از نظر روحی ناپایدار است
- کارن پیستوریوس در نقش ریچل هانتر، مادر کایل
- گابریل بیتمن در نقش کایل هانتر، پسر ریچل
- جیمی سیمپسون در نقش اندی، دوست ریچل که یک وکیل است
- آستین پی. مک‌کنزی در نقش فرد، برادر ریچل
- Juliene Joyner در نقش مری، دوست‌دختر فرد
- ان لیتون در نقش دبورا هسکل، موکل ریچل
- مایکل پاپاجان در نقش هومر
- لوسی فاوست در نقش رزی
- Devyn A. Tyler در نقش Mrs. Ayers